# ناحیه شهرستان

تندیس ماده‌گرگی در حال شیر دادن به توله‌هایش. محل: نزدیکی قلعهٔ قهقهه، نزدیک به شهر شهرستان.

ناحیهٔ شهرستان (به تاجیکی: Ноҳияи Шаҳристон) نام یکی از ناحیه‌های ولایت سغد کشور تاجیکستان است.
مرکز این ناحیه شهری به نام شهرستان است..
در فاصلهٔ نزدیکی از شهر شهرستان دژی باستانی به نام قلعهٔ قهقهه دیده می‌شود.
این دژ در سده‌های ۶ تا ۹ میلادی برپا بوده و مرکز حکومت زمین‌داران استروشن شهر کهن بومجیکث بوده‌است. تاکنون کاخی بزرگ با ۲۰ اتاق و تالارهای بزرگ و کوچک در محل این دژ حفاری شده‌است.
در این ناحیه شمار واحدهای خصوصی کشاورزی (به فارسی تاجیکی: хочагии дехкони، خواجگی دهقانی) از سال ۱۹۹۹ تاکنون از ۱۲ عدد به ۱۶ عدد رسیده‌است.
از روستاهای بزرگ این شهرستان می‌شود به چشمه‌سار (جمعیت: ۲٬۷۰۰)، شهرستان بالا (۲٬۱۲۹) و ینگی‌قرغان (۶٬۰۱۴ نفر) اشاره کرد.

## تقسیمات
| جماعت‌های ناحیهٔ شهرستان |        |
| جماعت                  | جمعیت  |
| ینگی‌قرغان              | ۱۱٬۳۶۲ |
| شهرستان                | ۱۶٬۲۹۵ |